# Austrolebias
Austrolebias es un género de peces de agua dulce de la familia rivúlidos en el orden de los ciprinodontiformes, que se distribuyen por ríos de América del Sur.

## Hábitat
Viven en charcas temporales de Argentina, Bolivia, Brasil, Paraguay y Uruguay.

## Taxonomía
Hasta el año 1998 sus especies eran incluidas en el género afín Cynolebias. Dentro del género Austrolebias se han incluido a las especies del antiguo género Megalebias, por similitud filogenética.
Especies
Se conocen más de medio centenar de especies válidas pertenecientes al género Austrolebias:
- Austrolebias accorsii Nielsen & Pillet, 2015[6]
- Austrolebias adloffi (Ahl, 1922)
- Austrolebias affinis (Amato, 1986)
- Austrolebias alexandri (Castello y López, 1974)
- Austrolebias arachan Loureiro, Azpelicueta y García, 2004
- Austrolebias araucarianus Costa, 2014[7]
- Austrolebias ayoreode Drawert & Ergueta, 2024[8]
- Austrolebias bellottii (Steindachner, 1881)
- Austrolebias botocudo Lanés, Volcan, & Maltchik, 2021[9]
- Austrolebias camaquensis Volcan, Gonçalves & Lanés, 2017[10]
- Austrolebias carvalhoi (Myers, 1947)
- Austrolebias charrua Costa y Cheffe, 2001
- Austrolebias cheffei Volcan & Lanés, Barbosa, Robe, 2021[11]
- Austrolebias cheradophilus (Vaz-Ferreira, Sierra de Soriano & Scaglia de Paulete, 1965)
- Austrolebias cinereus (Amato, 1986)
- Austrolebias cyaneus (Amato, 1987)
- Austrolebias elongatus (Steindachner, 1881)
- Austrolebias ephemerus Volcan & Severo-Neto, 2019[12]
- Austrolebias gymnoventris (Amato, 1986)
- Austrolebias ibicuiensis (Costa, 1999)
- Austrolebias jaegari Costa y Cheffe, 2002
- Austrolebias juanlangi Costa, Cheffe, Salvia y Litz, 2006
- Austrolebias litzi Costa, 2006
- Austrolebias lourenciano Volcan & Lanés, Barbosa, Robe, 2021[11]
- Austrolebias luteoflammulatus (Vaz-Ferreira, Sierra de Soriano y Scaglia de Paulete, 1965)
- Austrolebias melanoorus (Amato, 1986)
- Austrolebias minuano Costa y Cheffe, 2001
- Austrolebias monstrosus (Huber, 1995)
- Austrolebias nachtigalli Costa y Cheffe, 2006
- Austrolebias nigripinnis (Regan, 1912)
- Austrolebias nigrofasciatus Costa y Cheffe, 2001
- Austrolebias nioni (Berkenkamp, Reichert y Prieto, 1997)
- Austrolebias nonoiuliensis (Taberner, Fernández-Santos y Castelli, 1974)
- Austrolebias nubium Lanés, Volcan, & Maltchik, 2021[9]
- Austrolebias paranaensis Costa, 2006
- Austrolebias patriciae (Huber, 1995)
- Austrolebias paucisquama Ferrer dos Santos, Malabarba y Costa, 2008
- Austrolebias pelotapes Costa & Morevy, 2017[13]
- Austrolebias periodicus (Costa, 1999)
- Austrolebias pongondo Costa & Morevy, 2017[13]
- Austrolebias prognathus (Amato, 1986)
- Austrolebias queguay Serra, & Loureiro, 2018[14]
- Austrolebias quirogai Loureiro, Duarte y Zarucki, 2011
- Austrolebias reicherti (Loureiro y García, 2004)
- Austrolebias robustus (Günther, 1883)
- Austrolebias toba Calviño, 2006
- Austrolebias univentripinnis Costa y Cheffe, 2005
- Austrolebias vandenbergi (Huber, 1995)
- Austrolebias varzeae Costa, Reis y Behr, 2004
- Austrolebias vazferreirai (Berkenkamp, Etzel, Reichert y Salvia, 1994)
- Austrolebias viarius (Vaz-Ferreira, Sierra de Soriano y Scaglia de Paulete, 1965)
- Austrolebias wichi Alonso, Terán, Calviño, García, Cardoso, & García, 2018[15]
- Austrolebias wolterstorffi (Ahl, 1924)